# ميخائيل ليند
ميخائيل ليند (بالإنجليزية: Michael Lind)‏ هو مؤرخ وصحفي أمريكي، ولد في 23 أبريل 1962 في أوستن في الولايات المتحدة.

## وصلات خارجية
- ميخائيل ليند على موقع IMDb (الإنجليزية)
- ميخائيل ليند على موقع ميوزك برينز (الإنجليزية)